# Jorma Sandelin
Jorma Sandelin, född 4 juni 1936, är en finländsk bågskytt. Han deltog vid olympiska sommarspelen 1972.